# Rafael Amargo

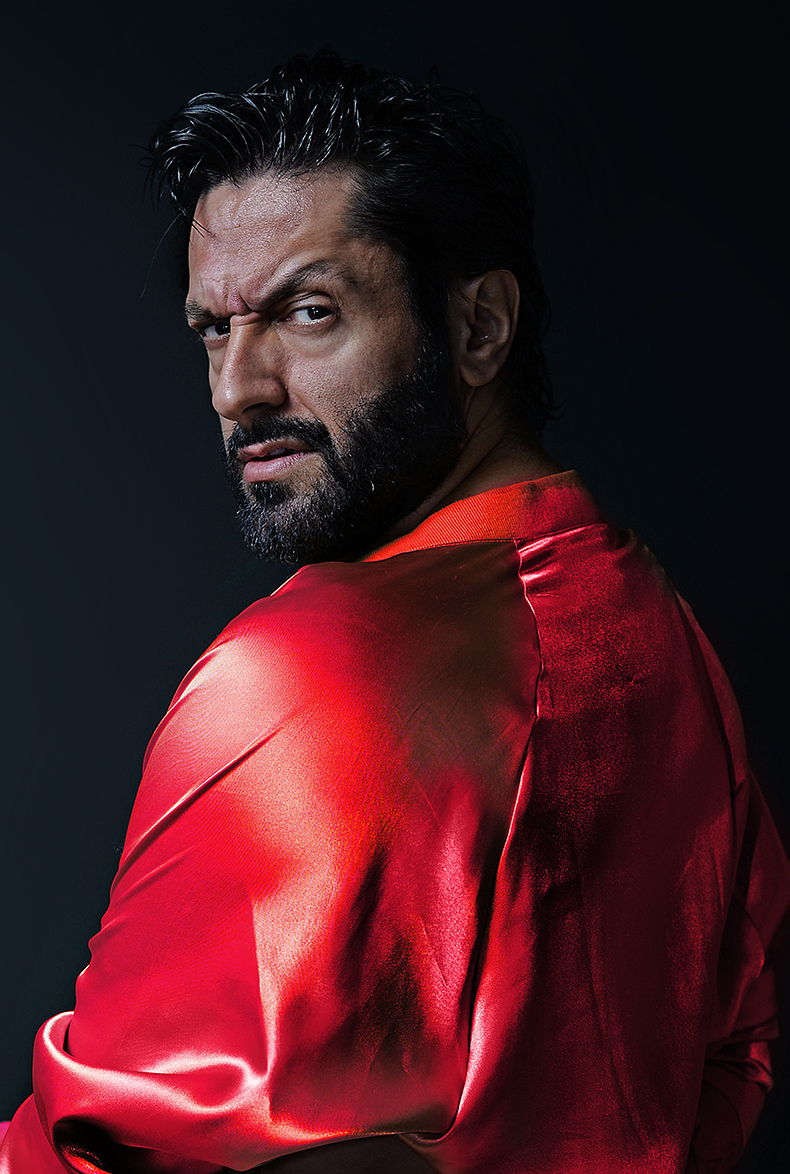
Rafael Amargo (2019)

Rafael Amargo (* 3. Januar 1975 in Pinos Puente, Granada), eigentlich Jesús Rafael García Hernández, ist ein spanischer Flamenco-Tänzer und -Choreograf.

## Künstlerische Laufbahn

### Die Anfänge
Rafael García begann seine tänzerische Ausbildung bei Ciro und Alejandro Granados. Bald darauf tanzte er in angesehenen Kompanien bekannter Choreografen wie Antonio Canales, Mario Maya, Luisillo, Maria Rosa, Rafael Aguilar und La Chunga. Seinen Künstlernamen Amargo, der Bittere, wählte er Anfang der 1990er Jahre nach einer literarischen Figur von Federico García Lorca. 1995 verbrachte er sechs Monate in New York, wo er sich in der Schule von Marta Graham fortbildete. Am angesehenen Tablao El Flamenco in Tokio choreografierte er für Yoda und Chizuko Yuriko.
Nach Spanien zurückgekehrt, gründete er 1997 seine eigene Kompanie. Gemeinsam mit Eva Yerbabuena präsentierte er ihre gemeinsame Choreografie La garra y el ángel als Tänzer am Círculo de Bellas Artes in Madrid. Die Choreografie wies über die Tradition des reinen Flamencos hinaus. Die Dramaturgie, gestaltet von Ariadne Isabell, erinnere phasenweise mehr an ein Stück von Pina Bausch als an eine Flamenco-Darbietung – so der Koproduzent Victor del Campo. Vor allem die erste Szene präsentiert sich mit außergewöhnlichen Stilmitteln, während im folgenden Teil die Varianten des klassischen Flamenco überwiegen.
Über den Flamenco hinaus andere Stilarten des modernen Tanzes zu erproben und darzubieten, ist eine Grundhaltung von Rafael Amargo. Sie schlug sich auch in seinen folgenden Produktionen nieder.

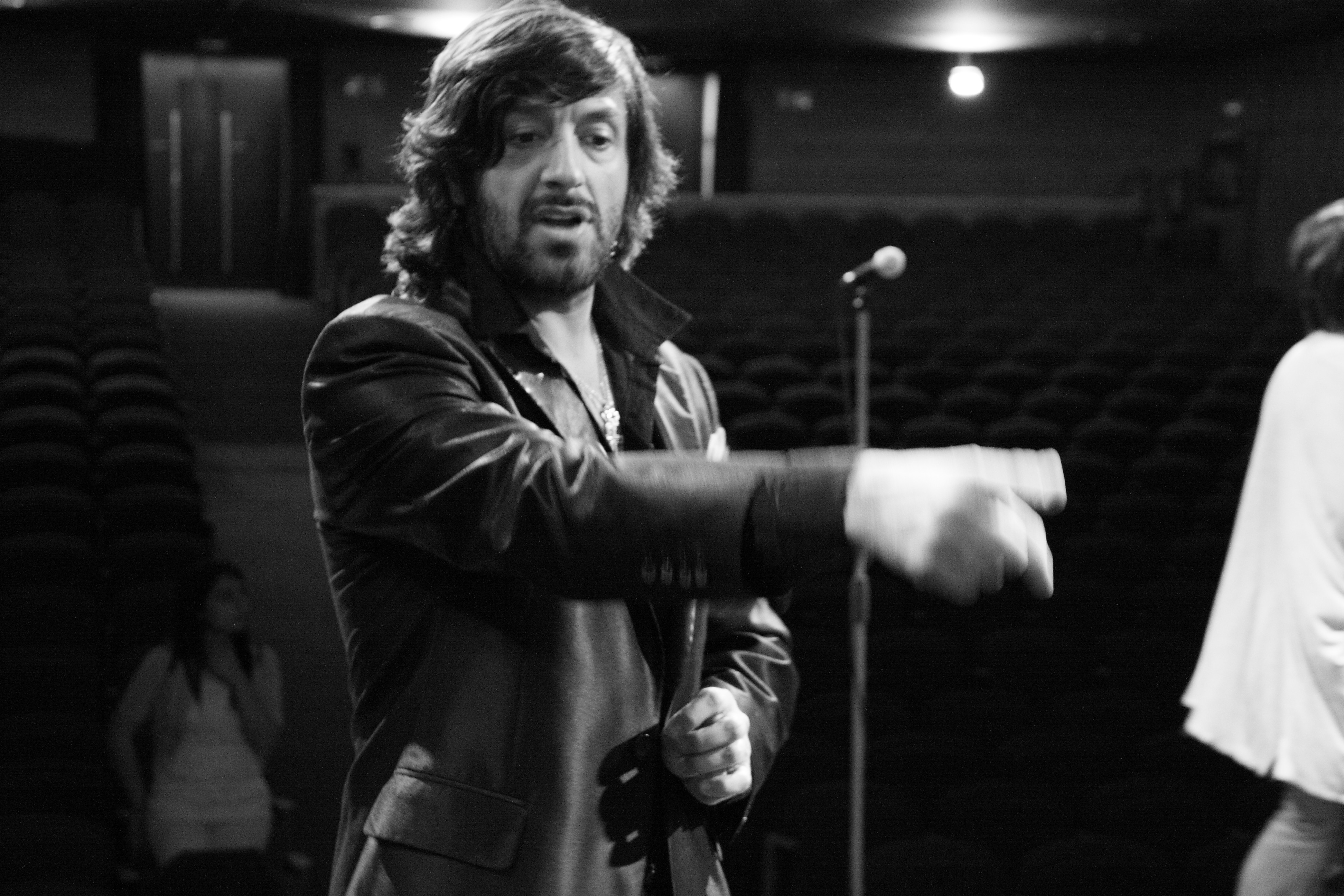
Rafael Amargo (2014)

Es folgte 1999 Amargo. Das Stück stieß nicht auf ungeteilte Zustimmung. Ángel Álvarez Caballero rügte beim Festival von Jerez 2001 Geschmacksverirrungen bei den Kostümen, Mangel an Einfachheit bei den Gruppentänzen und eine missglückte weibliche Solodarbietung. Rafael Amargo gewann jedoch damit den Premio Max de las Artes Escénicas als herausragender männlicher Tanzinterpret.

### Inszenierungen ab 2000
Im April 2002 hatte Un poeta en Nueva York am Teatro Lope de Vega in Madrid Premiere. Mit diesem Stück interpretierte Rafael Amargo eines der schwierigsten Werke von Federico García Lorca, seine 1940 posthum erschienene gleichnamige Gedichtsammlung. Die Produktion mit mehr als 100 Mitwirkenden vereinte Tanz, Wortvortrag und Filmdarbietung. Dabei unterstützte ihn die große Produktionsfirma Cie España, die zuvor schon Musicals wie La bella y la bestia und My fair Lady in Szene gesetzt hatte. Sieben Musiker, vier Sänger und mehrere lateinamerikanische Theater-Ensembles wirkten bei der Inszenierung mit. Flamenco bildete den musikalischen Rahmen, dazu gesellten sich jedoch Jazz, Folk, und lateinamerikanische Stücke. Mit dem Stück ging er anschließend in vielen Ländern auf Tournee. Aktuell (Stand Juli 2015) wird es an der Alhambra in Granada aufgeführt.
2003 inszenierte Rafael Amargo El amor brujo, ein klassisches Tanzstück von Manuel de Falla. Dieser hatte es 1915 für Pastora Imperio geschrieben. Es erzählt die Geschichte einer Liebenden, die vom Gespenst eines ehemaligen Liebhabers verfolgt wird. Das Stück war in den 1920er Jahren verschollen und blieb es, bis der Musikwissenschaftler Antonio Gallego es wiederentdeckte. Seitdem wurde es mehrfach wiederaufgeführt. Amargos Interpretation des Stückes ging über das reine Liebesdrama hinaus und setzte insbesondere dessen magische Elemente, die Zaubersprüche und Weissagungen in Szene.
Enramblao von 2004 widmete Amargo den Ramblas, den Quartieren der Großstädte:

«He querido hacer un homenaje a las grandes ciudades como espacios multiculturales y multirraciales donde emergen muchas culturas»

„Ich wollte eine Huldigung an die großen Städte zu schaffen, multikulturelle und multi-rassische Begegnungsstätten, in denen viele Kulturen entstehen“

Enramblao zeigt Elemente der Straßenkultur: lebende Statuen, Straßenmusik, Prostitution, Straßenhändler, Breakdance und Travestie. Es handele sich nicht um eine Fusion, der Begriff mache ihm Angst, so Amargo. Es wolle ein Fest, bei dem verschiedene Künste zusammentreffen. Enramblao verwendet Musikstücke von Flavio Rodriguez, Garnelen Pitita und Edith Salazar und Themen von Jacques Brel und Maria Jimenez. 2008 griff Amargo das Thema in der Produktion Enramblao 2 erneut auf.
DQ ... Pasajero en tránsito ist eine Hommage an den tragikomischen Helden Don Quijote zum 400-jährigen Jubiläum des Romans von Miguel Cervantes. Gemeinsam mit Fura dels Baus schuf Amargo 2005 diese multimediale Show aus Tanz, Theater, Film und neuer Technologie. Das musikalische Spektrum reicht von klassischer Musik von Henry Purcell und Isaac Albéniz über Flamenco bis zum Rap.
Tiempo muerto von 2006 widmete er dem Kabarett und der Tänzerin Lola Flores. Mit diesem Stück wandte sich Amargo wieder der ursprünglichen Kunstform des Flamenco zu: Gesang, Gitarre und Tanz mit einem kleinen Ensemble auf kleiner Bühne, mit einem persönlicheren Kontakt zum Publikum.
2009 widmete sich Amargo mit La difícil sencillez erneut dem Dichter Federico García Lorca. Dieser veranstaltete 1933 in Buenos Aires und in Havanna jeweils einen Kongress zum Thema Flamenco. La difícil sencillez rankt sich um diese beiden Kongresse.
2010 folgten drei Produktionen:
- Rosso vereinte Flamenco und neapolitanischen Tanz in einer Aufführung. Das Stück wurde sowohl in Spanien als auch auf dem Tanzfestival in Neapel aufgeführt.[17]
- Princesas del Flamenco war ein Flamenco-Abend mit führenden Tänzerinnen des Flamenco: Susana Lupianez und Carmen Rivas.[18][19]
- Solo y Amargo war eine Retrospektive verschiedener Tanzstücke, die Rafael Amargo seit 2000 präsentiert hatte.[20]

Im Casino von Barcelona bestritt er 2012 in der Kabarett-Dinershow Casino Burlenco Carrusel einen wesentlichen, und wie die Kritikerin von El País hervorhob, den besten Teil des Abends. Neben Amargo hob die Kritikerin die Leistungen des Gitarristen Eduardo Cortés, der Sängerin Genara Cortés und die Tänzerinnen und Tänzer Yolanda Cortés, Vanessa Gálvez und Fabián Thome hervor. Die Show kulminierte am Ende in einer Mischung aus Flamenco und Breakdance.

### Internationale Auftritte
Rafael Amargo trat weltweit auf erstklassigen Bühnen und Festivals auf, darunter die Chinesische Nationaloper in Peking, das Bolschoi in Moskau, das New York City Center, die Carnegie Hall, das Théâtre des Champs Elysées in Paris, das Sadler’s Wells in London, das Festival dei Due Mondi in Spoleto, das Teatro Ópera in Buenos Aires, das  Auditorio Nacional von Mexiko, das Coliseu dos Recreios in Lissabon – und natürlich die großen Theater in Spanien wie beispielsweise das Gran Teatre del Liceu in Barcelona und das Teatro Real in Madrid.

## Auszeichnungen
Rafael Amargo und seine Aufführungen haben zahlreiche Preise erhalten, darunter:
- Viermal den Premio Max de las Artes Escénicas[22] für den besten männlichen Tanz-Interpreten: zweimal für Amargo, einmal für Poeta en Nueva York und einmal für El amor brujo.
- Den bedeutenden italienischen Premio Leonide Massine de la Danza als Tänzer und Choreograf; unter anderem haben Rudolf Nurejew, Carla Fracci, Maurice Béjart und Alessandra Ferri diesen Preis erhalten.
- Den Preis der APDE (Asociación de Profesores de Danza Española y Flamenco de España), den unter anderem Antonio Gades und Matilde Coral erhielten.